# Tríade vitruviana
A Tríade vitruviana foi apresentada por Vitrúvio como os três elementos fundamentais da arquitetura: a firmitas (que se refere à estabilidade, ao carácter construtivo da arquitectura), a utilitas (que originalmente se refere à comodidade e ao longo da história foi associada à função e ao utilitarismo) e a venustas (associada à beleza e à apreciação estética).
Desta forma, e segundo este ponto de vista, uma construção passa a ser chamada de arquitetura quando, além de ser firme e bem estruturada (firmitas), possuir uma função (utilitas) e for, principalmente, bela (venustas).
Há que se notar que Vitrúvio contextualizava o conceito de beleza segundo os conceitos clássicos. Portanto, a venustas foi, ao longo da história, um dos elementos mais polêmicos das várias definições da arquitetura.